# Amtsgericht Oederan
Das Amtsgericht Oederan war ein Gericht der ordentlichen Gerichtsbarkeit und ein Amtsgericht in Sachsen mit Sitz in Oederan.

## Geschichte

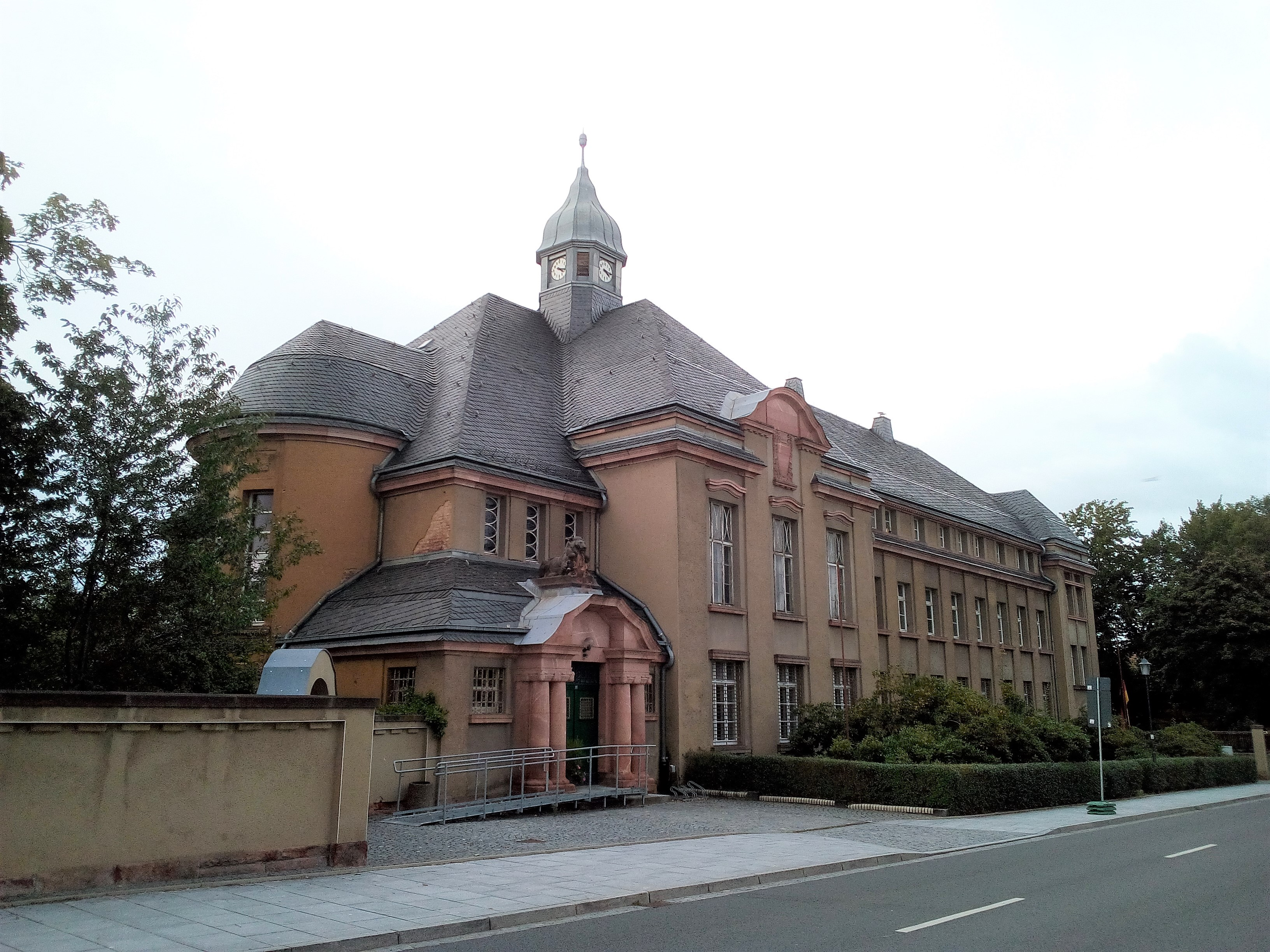
Ehem. Amtsgericht Oederan (2021)

In Oederan bestand bis 1879 das Gerichtsamt Oederan als Eingangsgericht. Im Rahmen der Reichsjustizgesetze wurden 1879 im Königreich Sachsen die Gerichtsämter aufgehoben und Amtsgerichte, darunter das Amtsgericht Oederan, geschaffen. Der Gerichtssprengel umfasste Oederan mit dem Vorwerk Hohenlinde und Neuhohenlinde, Börnichen bei Oederan, Breitenau, Frankenstein, Gahlenz, Görbersdorf, Hartha, Hetzdorf, Kirchbach, Memmendorf mit Hilfe Gottes, Schönerstadt, Thiemendorf und Wingendorf. Das Amtsgericht Oederan war eines von 15 Amtsgerichten im Bezirk des Landgerichtes Freiberg. Der Amtsgerichtsbezirk umfasste danach 11.722 Einwohner. Das Gericht hatte eine Richterstelle und war damals das kleinste Amtsgericht im Landgerichtsbezirk. Im Gefängnistrakt des Amtsgerichtes befand sich im Frühling 1933, kurz nach der nationalsozialistischen Machtergreifung, kurzzeitig das KZ Oederan.
Mit der Verordnung zur Änderung von Gerichtsbezirken im Lande Sachsen vom 5. Mai 1951 wurden die Gerichtsbezirke in der DDR an die Landkreise angepasst. Der Sprengel des Amtsgerichtes Oederan war damit der Kreis Flöha. Mit dem Gerichtsverfassungsgesetz vom 2. Oktober 1952 wurde das Amtsgericht Oederan in der DDR aufgehoben und das Kreisgericht Flöha an seiner Stelle eingerichtet. Gerichtssprengel blieb der Kreis Flöha.

## Gerichtsgebäude

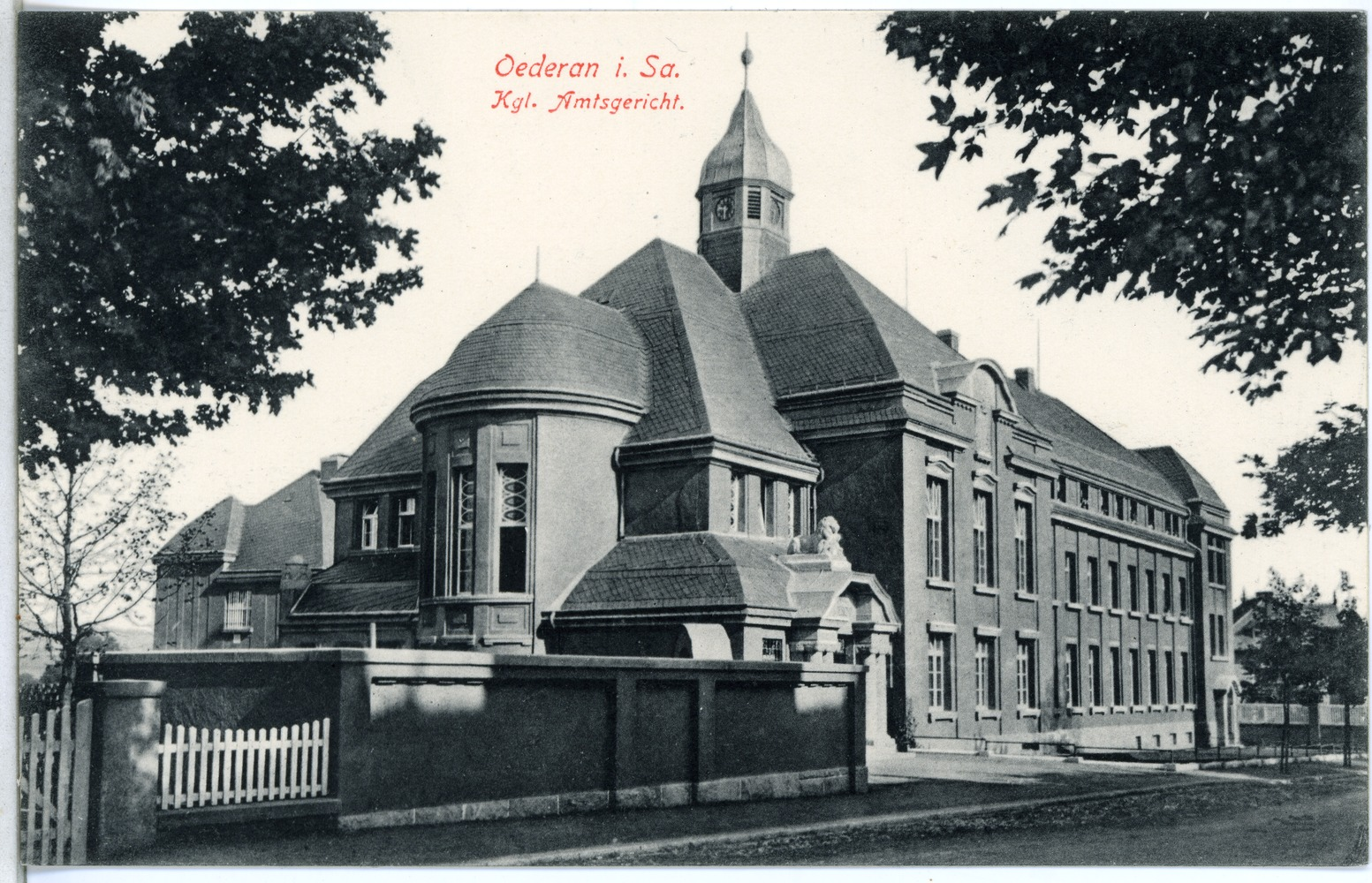
Ehem. Gerichtsgebäude (1912)

Das Gerichtsgebäude aus dem Jahr 1911 (Gerichtsstraße 18) ist ein neobarockes, repräsentatives Amtsgebäude mit reicher Fassadengliederung und teilweise originaler Innenausstattung. Es steht wegen seiner baukünstlerischen, baugeschichtlichen, geschichtlichen und ortsgeschichtlichen Bedeutung unter Denkmalschutz.